# Georg Friedrich Knapp
Pour les articles homonymes, voir Knapp.

Staatliche Theorie des Geldes, 1923

Georg Friedrich Knapp (Gießen, 7 mars 1842 – 20 février 1926) est un économiste allemand, fondateur de l’école de théorie monétaire des chartalistes.

## Biographie
Georg Knapp naît le 7 mars 1842. Son père, Friedrich Ludwig Knapp (de), est un chimiste de renommée. Knapp étudie à Munich, Berlin et Gottingen. En 1867, il devient directeur du bureau des statistiques de la ville de Leipzig.
Deux ans plus tard, il est nommé assistant professeur d'économie et de statistiques à l'université de Leipzig.
En 1874, Knapp devient professeur d'économie politique à l'université de Strasbourg, où il enseigne jusqu'en 1918. Il est doyen de l'université durant l'année scolaire 1891-1892 et 1907-1908. Il s'intéresse aux grandes entreprises seigneuriales à l'Est et les conditions de travail des paysans, spécialement en Prusse, dans son ouvrage Die Bauernbefreiung und der Ursprung der Landarbeiter in den älteren Teilen Preußens (La libération des paysans et l’origine des ouvriers agricoles dans les anciennes.régions de la Prusse) publié en 1887.

## Thèses
En adoptant une approche étatique de la monnaie, cette école revendique le recours à une monnaie de paiement sous la forme d'un moyen de paiement sans valeur intrinsèque comme la monnaie fiduciaire étatique. En plaçant l’État émetteur de monnaie au cœur de la théorie de la monnaie, cette école rompt avec le métallisme et notamment le système de l'étalon-or qui survit encore en 1905, à l'époque de la parution de son ouvrage principal sur la monnaie : il est en effet l'auteur de Théorie étatique de la monnaie (Traduction anglaise de 1924) publié en 1905.